# Elecciones vicepresidenciales de Ecuador de 1864
Elección extraordinaria del vicepresidente constitucional de la república al renunciar Antonio Borrero.

## Candidatos y Resultados
| Partido     | Vicepresidente         | Cargos Previos                                                       | Votos | %     |
| ----------- | ---------------------- | -------------------------------------------------------------------- | ----- | ----- |
| Conservador | Rafael Carvajal Guzmán | Ministro del Interior y Relaciones Exteriores (1850) / (1861 - 1864) | 6.000 | 56.60 |
| Liberal     | Vicente Sanz Osorio    | Diputado por Pichincha (1862)                                        | 4.600 | 43.39 |

Fuente: